# Javier Baraja Vegas
Javier Baraja Vegas, (nascut el 24 d'agost de 1980 a Valladolid), és un exfutbolista castellanolleonès. El seu germà gran Rubén va jugar moltes temporades al València CF. Posteriorment, ha fet d'entrenador de futbol.
Com a jugador, va jugar principalment al Reial Valladolid, amb el qual va participar en 229 partits competitius i va jugar sis temporades de La Liga amb el club (deu en total).